# Bert och beundrarinnorna
Berts och beundrarinnorna är en ungdomsroman i dagboksform från 1997 av de svenska författarna Anders Jacobsson och Sören Olsson. Boken handlar om Bert Ljung under perioden 15 april-15 juni det år han är 16 år.

## Bokomslag
Bokomslaget visar Bert som jagas av beundrarinnorna.

## Handling
Bert har många beundrarinnor, bland andra Åkes 12-åriga lillasyster Doris, två unga fotbollsfans, en 35-årig tant som han sett i kyrkan, homosexuelle Mikael, tre tjejer i 7:an, en hund och Patricia. Bert tycker dock att de är av fel ålder, kön eller sort. Lill-Erik är på väg att "göra det" före Bert.
Berts kärlek Nolina har försvunnit från ungdomsvårdsskolan, och hemma grälar Berts föräldrar.
Rockbandet Population Station Groovy WY skapar nya låtar och får spelningar, men måste snart byta namn igen då deras upptryckta plakat gör reklam för bandet 13 kor och en spann.
Bert skall lämna högstadiet och slutbetygen för grundskolan sättas. Bert och Åke tar då akt att tala med lärarna, vilket blir pinsamt när slutbetygen inte är satta. Sedan väntar en resa till USA, och tågluffning i Europa.

### Fotnoter
1. ↑  ”Bert och beundrarinnorna” (på engelska). Worldcat. 15 mars 1997. https://www.worldcat.org/title/bert-och-beundrarinnorna/oclc/186100555&referer=brief_results. Läst 29 mars 2015.